# Европейски валутен механизъм
Европейският валутен механизъм (на английски: European Exchange Rate Mechanism (ERM) II) е система, създадена от Европейската общност на 1 януари 1999 г. заедно с въвеждането на еврото, чиято цел е намаляването на променливостта на валутните курсове и постигането на парична стабилност.
След приемането на еврото, политиката се променя – целта е да се подобри стабилността на настоящите членове, както и да се създаде механизъм за оценяване на потенциални бъдещи членове в еврозоната. Съществуват 2 валути, които са обвързани с еврото и са част от валутния механизъм: датската крона и българският лев.
Страните, които се присъединяват към еврозоната, са задължени да са част от валутния механизъм поне 2 години.